# Vardavar
Vardavar ili vartavar (arm. Վարդավառ) je armenski festival, u čije dane se ljudi međosobno polijevaju vodom. Vardavar se u republici obično slavi 98 dana (14 tjedana) nakon Uskrsa. Međutim, u nekim se regijama održava u različite dane, a i tradicije se također razlikuju. U vrijeme festivala odbacuju se pravila pristojnog ponašanja. Polijevanje vodom dopušteno je bez ograničenja. Stari i mladi, poznati i nepoznati, nitko ne smije ostati suh.
Iako se smatra kršćanskom tradicijom, koja slavi Preobraženje Gospodinovo, povijest vardavara seže u poganska vremena.  Drevni festival tradicionalno je povezan s božicom Astghik, koja je bila božica vode, ljepote, ljubavi i plodnosti. Proslave povezane s ovim vjerskim obilježavanjem Astghik nazvane su „Vartavar“, jer su joj Armenci ruže nudili kao proslavu (vart znači „ruža“ na armenskom, a var znači „ustati“), zbog čega se slavila u vrijeme berbe.
Tijekom dana Vardavara, ljudi najrazličitijih dobnih skupina smiju strance polijevati vodom. Uobičajeno je vidjeti ljude kako izlijevaju kante vode s balkona na nesuđene ljude koji hodaju ispod njih. Festival je vrlo popularan među djecom jer se jednog dana mogu izvući izvlačeći podvale. Također je sredstvo za osvježenje u obično vrućim i suhim ljetnim danima srpnja ili krajem lipnja.
Savez klubova mladih Armenije (FYCA) svake godine organizira "Međunarodni festival Vardavar" koji je kognitivni, obrazovni i kulturni festival. Svake se godine održava u srednjovjekovnom samostanu Geghard i starom poganskom hramu Garni. Cilj festivala je predstaviti armensku nacionalnu i tradicionalnu kulturu.